# 3161 Beadell
3161 Beadell eller 1980 TB5 är en asteroid i huvudbältet som upptäcktes den 9 oktober 1980 av den amerikanska astronomen Carolyn S. Shoemaker vid Palomar-observatoriet. Den är uppkallad efter australiensaren Len Beadell.
Asteroiden har en diameter på ungefär 13 kilometer.